# Viasat
Viasat – sieć szwedzkich kanałów popularnonaukowych, filmowych, sportowych i innych. Viasat powstał w 1989 roku i dociera do widzów w Szwecji, Norwegii, Danii, Finlandii, Estonii, na Litwie i Łotwie, w Rosji, Mołdawii, Bułgarii, Polsce i Rumunii oraz na Węgrzech i Ukrainie.

## Kanały Viasat w Polsce
Jako pierwszy z kanałów Viasatu w Polsce pojawił się dokumentalny Viasat Explorer. Został uruchomiony jako panaeuropejska wersja kanału 1 listopada 2003 z polską wersją językową. Od chwili uruchomienia kanał był udostępniany w kolejnych sieciach kablowych. W 2004 roku po dziennej emisji kanału Viasat Explorer został uruchomiony w godzinach 00:00–06:00 anglojęzyczny kanał erotyczny Spice.
Natomiast 1 września 2004 została uruchomiona panaeuropejska wersja dokumentalnego Viasat History, w tym również w języku polskim. Kanał był dystrybuowany w sieciach kablowych. Z kolei 5 marca 2007 został uruchomiony wyłącznie na rynku polskim, filmowy kanał TV1000 Polska. Dostępny był od chwili startu do 2010 roku w Cyfrowym Polsacie. Dystrybuowano go również w sieciach kablowych i Telewizji TP.
Następnie 5 maja 2010 roku rozpoczął nadawanie w Europie dokumentalny Viasat Nature, również w polskiej wersji językowej. Znalazł się on tylko w ofercie wybranych sieci kablowych. Rok później, 4 maja 2011 uruchomiono panaeuropejski dokumentalny kanał Viasat Nature HD & Viasat History HD. Kanał dokumentalny HD ma następującą strukturę: od godz. 06.00 do 18.00 nadawany jest Viasat Nature, a od godz. 18:00 do 06:00 Viasat History.
Od 15 maja 2012 Viasat Explorer nadaje w panoramicznym formacie obrazu 16:9. Jednocześnie od tego dnia Viasat Explorer nadaje o jedną godzinę dłużej (od 05:00 do 00:00), kosztem Spice. Z kolei od 16 stycznia 2013 również Viasat History i Viasat Nature rozpoczęły emisję programów w formacie w 16:9.
Kanały Viasat na polskim rynku nie były szeroko dystrybuowane. Były to kanały nie emitujące reklam, co przekładało się na wysokie koszty ich dystrybucji. Jednak 19 listopada 2012 roku Viasat, firma należąca do Modern Times Group (MTG), ogłosiła podjęcie strategicznej współpracy od strony organizacyjnej z Cyfrowym Polsatem. Współpraca objęła trzy kanały dokumentalne płatnej telewizji Viasatu – Viasat Explorer, Viasat History i Viasat Nature, które 22 listopada 2012 dołączyły do oferty platformy Cyfrowy Polsat. Od 1 stycznia 2013 rozpoczęły emisję reklam, natomiast od 1 marca 2013 na polskim rynku otrzymały nowe nazwy – Polsat Viasat Explorer, Polsat Viasat History i Polsat Viasat Nature.
Współpraca z Polsatem nie objęła wszystkich kanałów Viasatu. Nadawca wprowadził zmiany w dostępności swoich kanałów na terenie Polski. Z oferty polskich operatorów 15 stycznia 2013 został wycofany kanał filmowy TV1000 Spice zakończył nadawanie w Polsce 1 marca 2013 roku, dzięki czemu Polsat Viasat Explorer rozpoczął nadawanie całodobowe. Natomiast dystrybucja kanału Viasat Nature HD & Viasat History HD pozostała bez zmian.